# DR P1
DR P1 (DR Program 1) est une station de radio publique danoise appartenant au groupe DR. 
DR P1 est diffusé dans l'ensemble du pays en modulation de fréquence (FM), mais aussi par satellite, en Digital Audio Broadcasting ou encore sur internet.

## Historique
Cette station de format généraliste naît en 1925 sous le nom de « Radioordningen » (Compagnie de Radiodiffusion) et est rebaptisée Statsradiofonien (Radiodiffusion d'État) un an plus tard. Longtemps centrée sur l'information, elle devient un simple relais de la propagande nazie au moment de l'invasion du pays par les Allemands pendant la Seconde Guerre mondiale. 
Elle renoue avec sa mission de service public au moment de la libération du pays, et reste la seule station de radio publique du pays jusqu'en 1951, année du lancement de Statsradiofonien P2. 

## Identité visuelle

Logo de DR P1 de 2007 à 2009.
Logo de DR P1 de 2009 à 2013.
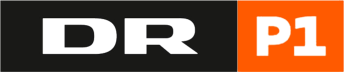
Logo de DR P1 de 2013 à 2017.
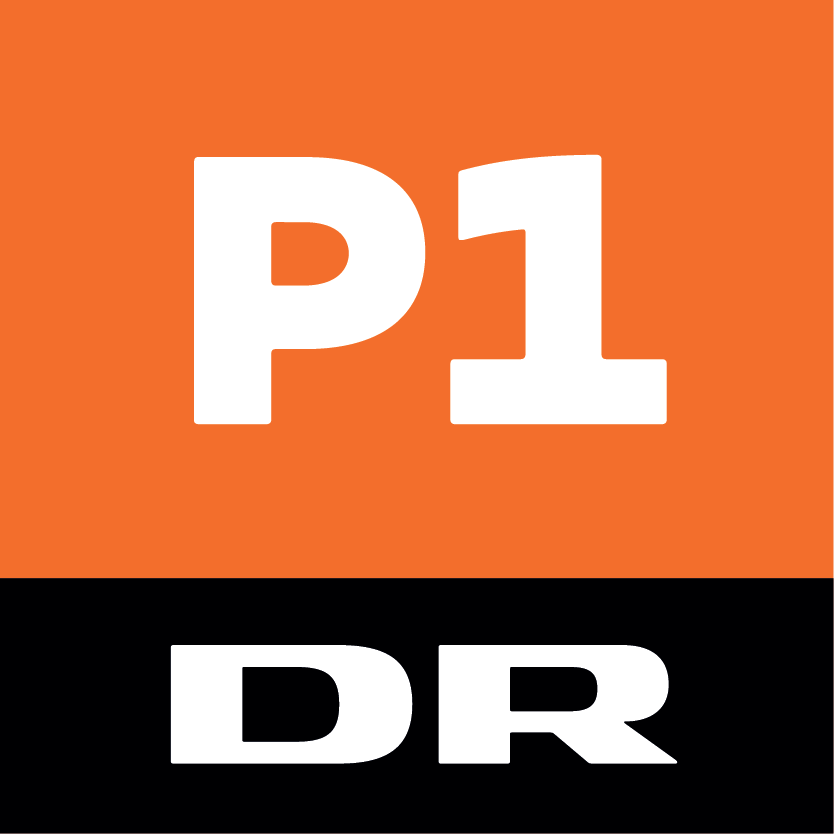
Logo de DR P1 de 2017 au 2 janvier 2020.
Logo de DR P1 depuis le 2 janvier 2020.

## Programmes
DR P1 est aujourd'hui une station centrée sur l'information (notamment au travers des nombreuses éditions du Radioavis, nom donné aux bulletins d'informations), le divertissement, la culture et les services pratiques. 
La grille des programmes intègre ainsi le programme matinal P1 Morgen (de 6 heures à 9 heures), composé de débats, reportages, musique et informations, des magazines comme Stedsans (près d'une heure de reportages) ou Vita. 
Le soir, le magazine Panorama traite en profondeur de l'actualité du jour, au travers de reportages et d'interviews. À 18 heures 55, un bulletin d'information en danois produit par la radio-télévision groenlandaise Kalaallit Nunaata Radioa permet de connaître les derniers événements survenus au Groenland, territoire autonome du Danemark.

## Annexe